# Rhapsodies
Rhapsodies è un album in studio da solista del tastierista britannico Rick Wakeman, pubblicato nel 1979.

## Tracce
Side 1
1. Pedra da Gavea – 4:11
2. Front Line – 3:42
3. Bombay Duck – 3:14
4. Animal Showdown (Yes We Have No Bananas) – 2:40
5. Big Ben – 3:48

Side 2
1. Rhapsody in Blue – 5:26
2. Wooly Willy Tango – 3:24
3. The Pulse – 5:21
4. Swan Lager – 2:50

Side 3
1. March of the Gladiators – 4:53
2. Flacons de Neige – 5:01
3. The Flasher – 5:32
4. The Palais – 2:23

Side 4
1. Stand-By – 3:30
2. Sea Horses – 3:52
3. Half Holiday – 3:00
4. Summertime – 4:27
5. Credits – 2:39